# Dabbāt Zeynab
Dabbāt Zeynab (persiska: دبّات زینب) är en ort i Iran.   Den ligger i provinsen Khuzestan, i den västra delen av landet, 500 km sydväst om huvudstaden Teheran. Dabbāt Zeynab ligger 78 meter över havet och antalet invånare är 278.
Terrängen runt Dabbāt Zeynab är platt. Runt Dabbāt Zeynab är det ganska tätbefolkat, med 96 invånare per kvadratkilometer. Närmaste större samhälle är Susa, 3,2 km sydost om Dabbāt Zeynab. Trakten runt Dabbāt Zeynab består till största delen av jordbruksmark.